# Eugenia montalbanica
Eugenia montalbanica är en myrtenväxtart som beskrevs av Elmer Drew Merrill. Eugenia montalbanica ingår i släktet Eugenia och familjen myrtenväxter. Inga underarter finns listade i Catalogue of Life.